# Corema album
Corema album là một loài thực vật có hoa trong họ Thạch nam. Loài này được (L.) D.Don ex Steud. mô tả khoa học đầu tiên năm 1840.

## Hình ảnh

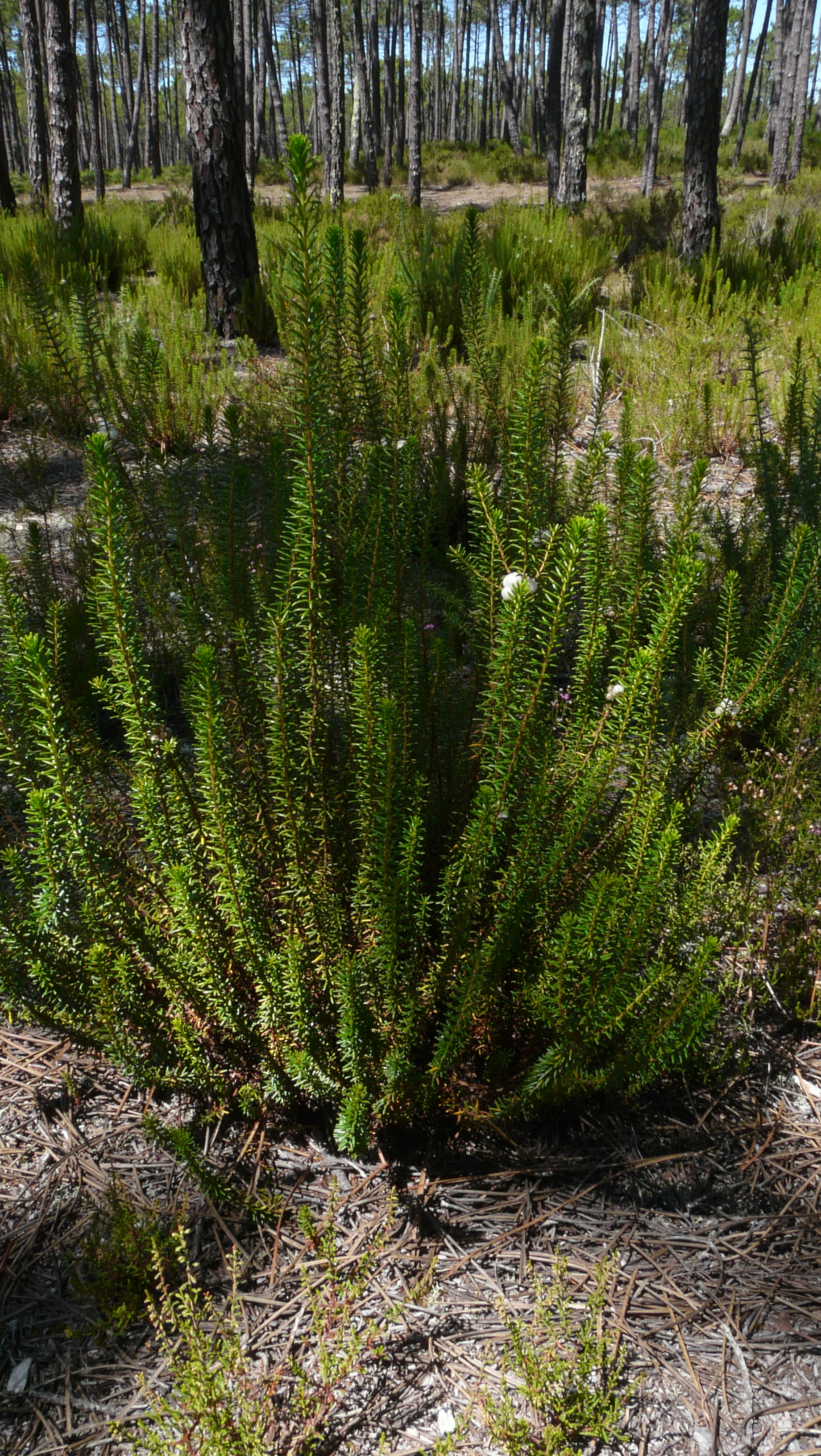
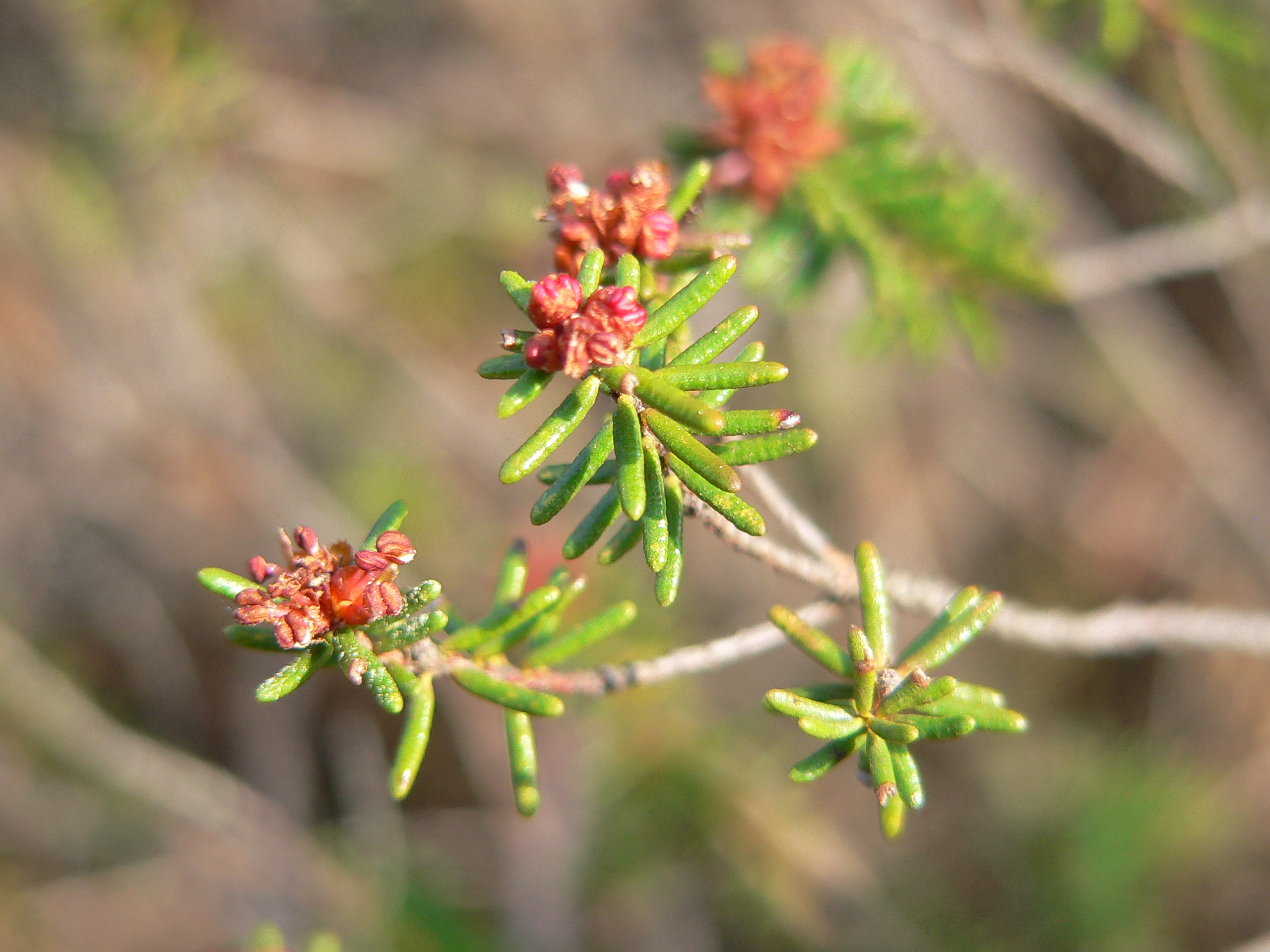